# American Music Awards 1993
Die 20. American Music Awards wurden von der American Broadcasting Company (ABC) am 25. Januar 1993 ausgestrahlt. Die Veranstaltung fand im Shrine Auditorium in Los Angeles, Kalifornien statt. Die Moderation übernahmen Gloria Estefan, Bobby Brown und Wynonna Judd.
Die meisten Preise gewannen Michael Jackson mit drei Awards, darunter den neu eingeführten International Award. Mit sechs Nominierungen führte Mariah Carey die Nominierungsliste an.

## Gewinner und Nominierte
| Subkategorie                              | Sieger                              | Nominierungen                                                                                            |
| Pop/Rock Category                         | Pop/Rock Category                   | Pop/Rock Category                                                                                        |
| ----------------------------------------- | ----------------------------------- | --- |
| Favorite Pop/Rock Male Artist             | Michael Bolton                      | Bryan Adams Eric Clapton Michael Jackson                                                                 |
| Favorite Pop/Rock Female Artist           | Mariah Carey                        | Amy Grant Bonnie Raitt Vanessa Williams                                                                  |
| Favorite Pop/Rock Band/Duo/Group          | Genesis                             | Kris Kross U2                                                                                            |
| Favorite Pop/Rock Album                   | Michael Jackson – Dangerous         | Kris Kross – Totally Krossed Out U2 – Achtung Baby                                                       |
| Favorite Pop/Rock Song                    | Boyz II Men – End of the Road       | Mariah Carey – I’ll Be There Red Hot Chili Peppers – Under the Bridge                                    |
| Favorite Pop/Rock New Artist              | Pearl Jam                           | Arrested Development TLC                                                                                 |
| Soul/R&B Category                         |                                     | |
| Favorite Soul/R&B Male Artist             | Bobby Brown                         | Tevin Campbell Michael Jackson Gerald Levert                                                             |
| Favorite Soul/R&B Female Artist           | Patti LaBelle                       | Mary J. Blige Mariah Carey Vanessa Williams                                                              |
| Favorite Soul/R&B Band/Duo/Group          | Boyz II Men                         | En Vogue Jodeci                                                                                          |
| Favorite Soul/R&B Album                   | En Vogue – Funky Divas              | Mariah Carey – Unplugged Michael Jackson – Dangerous                                                     |
| Favorite Soul/R&B Song                    | Michael Jackson – Remember the Time | R. Kelly & Public Announcement – Honey Love Patti LaBelle – Somebody Loves You Baby (You Know Who It Is) |
| Favorite Soul/R&B New Artist              | Kris Kross                          | Arrested Development Jodeci                                                                              |
| Country Category                          |                                     | |
| Favorite Country Male Artist              | Garth Brooks                        | Billy Ray Cyrus Vince Gill Alan Jackson                                                                  |
| Favorite Country Female Artist            | Reba McEntire                       | Lorrie Morgan Tanya Tucker Wynonna                                                                       |
| Favorite Country Band/Duo/Group           | Alabama                             | Brooks & Dunn Sawyer Brown                                                                               |
| Favorite Country Album                    | Reba McEntire – For My Broken Heart | Garth Brooks – The Chase Billy Ray Cyrus – Some Gave All                                                 |
| Favorite Country Song                     | Billy Ray Cyrus – Achy Breaky Heart | Garth Brooks – The River Vince Gill – I Still believe in You                                             |
| Favorite Country New Artist               | Trisha Yearwood                     | Billy Dean Pam Tillis                                                                                    |
| Adult Contemporary Category               |                                     | |
| Favorite Adult Contemporary Artist        | Michael Bolton                      | Mariah Carey Genesis                                                                                     |
| Favorite Adult Contemporary Album         | Mariah Carey – Unplugged            | Genesis – We Can’t Dance Vanessa L. Williams – The Comfort Zone                                          |
| Favorite Ault Contemporary New Artist     | k. d. lang                          | Jon Secada Patty Smyth                                                                                   |
| Heavy Metal/Hard Rock Category            |                                     | |
| Favorite Heavy Metal/Hard Rock Artist     | Metallica                           | Def Leppard Red Hot Chili Peppers                                                                        |
| Favorite Heavy Metal/Hard Rock New Artist | Pearl Jam                           | Mr. Big Ugly Kid Joe                                                                                     |
| Rap/Hip-Hop Category                      |                                     | |
| Favorite Rap/Hip-Hop Artist               | Sir Mix-a-Lot                       | Kris Kross TLC                                                                                           |
| Favorite Rap/Hip-Hop New Artist           | Kris Kross                          | arrested Development TLC                                                                                 |
| Merit                                     |                                     | |
| Bill Graham                               |                                     | |
| International Award                       |                                     | |
| Michael Jackson                           |                                     | |

## Auftritte
| Künstler                 | Lied(er)                                          |
| ------------------------ | ------------------------------------------------- |
| Michael Jackson          | Dangerous                                         |
| Gloria Estefan           | Medley Dr. Beat Conga 1-2-3 Get on Your Feet      |
| Kris Kross               | Medley Freak Da Funk Jump Warm It Up It’s a Shame |
| Reba McEntire Vince Gill | The Heart Won’t Lie                               |
| Boyz II Men              | End of the Road                                   |
| Michael Bolton           | Medley To Love Somebody Drift Away                |
| Bobby Brown              | Get Away                                          |
| Wynonna                  | My Strongest Weakness                             |
| Bon Jovi                 | Bed of Roses                                      |
| Billy Ray Cyrus Sly Dog  | She’s Not Cryin’ Anymore                          |
| Stephen Stills           | Find the Cost of Freedom                          |
| Metallica                | Wherever I May Roam                               |